# Chemická energie
Chemická energie je energie látek, která je obsažena v jejich vnitřní struktuře. Je vázaná ve formě chemických vazeb mezi atomy v molekule a lze ji uvolňovat nebo naopak vázat pomocí chemických reakcí.
Při anorganických chemických reakcích dochází k přeměně jedné látky na druhou zánikem původních a vznikem nových chemických vazeb. Pokud mají vzniklé látky vyšší chemickou energii, jedná se o reakce endotermické. Pokud mají vzniklé látky nižší chemickou energii, jedná se o reakce exotermické.
Při organických reakcích v živých organismech probíhá velké množství chemických reakcí, které spotřebovávají nebo uvolňují chemickou energii. Při přeměně složitých látek na jednodušší dochází k jejich rozkladu (disimilaci), chemická energie se zpravidla uvolňuje a jedná se o reakce exergonické. Při tvorbě složitých látek z jednodušších dochází k jejich syntéze (asimilaci), chemická energie se zpravidla spotřebovává a jedná se reakce endergonické.
Chemická energie se může pomocí chemických reakcí přeměnit na jiné formy energie. Například na energii tepelnou, kinetickou (pohybovou), potenciální (polohovou), aktivační  a další. Při tom vždy platí První termodynamický zákon neboli zákon zachování energie, který říká, že energie izolované soustavy je konstantní, nevzniká ani nezaniká, pouze se může přeměnit jedna forma energie na jinou.

## Chemická energie a chemická vazba
Chemická vazba je silová interakce poutající navzájem slučující se atomy a vede ke vzniku molekuly. Vzniklá molekula má potom stabilnější uspořádání a nižší energii, než měly původní atomy. Základem všech vazeb je společné sdílení nebo předávání vazebných elektronů příslušnými atomy.
Chemická energie makroskopicky popisuje energii látek, která je vytvářena chemickými vazbami mezi atomy v molekulách. Lze ji rozdělit na kinetickou energii elektronů a potenciální energii elektromagnetické interakce elektronů a atomových jader. Je to vnitřní energie, stejně jako tepelná energie a jaderná energie.

## Chemická energie a tepelná energie

Příklad exotermické reakce. Reaktanty vstupující do reakce mají vyšší energii než produkty, proto se energie uvolňuje.

Chemická energie se může přeměňovat na jiné formy energie, nejčastěji je přeměna na energii tepelnou. Pokud energie uvolněná z nově vzniklých vazeb je větší než energie potřebná k zániku původních vazeb, dojde v makroskopickém měřítku k uvolnění tepelné energie, v opačném případě dochází ke spotřebě tepelné energie. Pokud je energie během reakce uvolněna, nazývá se tato reakce exotermická. V opačném případě, pokud je tepelná energie spotřebována, se reakce nazývá endotermická.
Příkladem exotermické reakce je hoření. Hořením dochází k porušování chemických vazeb mezi atomy a molekulami a při tom se uvolňuje velké množství tepelné energie. V největší míře je využívána při spalování fosilních paliv (dřevo, uhlí, ropa, jádro) a v menší míře v elektrochemických palivových článcích (baterie).
Příkladem endotermických reakcí je vznik složitějších molekul z jednodušších. Například živé organismy přijímají potravu za účelem zisku energie. Potraviny jsou zdrojem chemické energie, kterou tělo dokáže přeměňovat na další druhy energie. Část získané chemické energie se používá na udržení stálé tělesné teploty (tepelná energie), další část se používá na syntézu nových pro tělo nezbytných látek (přeměna chemické energie výchozích látek na chemickou energii produktů), zbylá energie se používá pro krytí fyzické aktivity (kinetická a potenciální energie).

## Využití chemické energie v technických systémech
- Chemická energie je uložena v palivech (uhlí, dříví, ropa, zemní plyn), při jejich spalováním se přeměňuje nejčastěji na energii tepelnou nebo mechanickou.
- Palivové články umožňují přeměnu chemické energie ze spalování přímo na elektrickou energii.
- Při použití baterií se chemická energie přeměňuje přímo na elektrickou energii pomocí elektrochemických oxidačně-redukčních reakcí. Tato reakce je nevratná, proto lze baterii použít jen do jejího vybití.
- Akumulátor se při využití energie chová podobně jako baterie, ale může také zpětně přeměnit elektrickou energii na chemickou energii. Tato reakce je vratná a může být použita opakovaně.
- Uhelné elektrárny přeměňují chemickou energii v prvním kroku na energii tepelnou (ohřátí vody a tvorba páry), v druhém kroku na energii kinetickou (pára roztáčí turbínu) a v posledním kroku na energii elektrickou (turbína je spojená s generátorem, který v cívkách generuje elektrický proud).

## Využití chemické energie v biologických systémech
- Živočichové přijímají potravu za účelem zisku energie. Potraviny jsou zdrojem chemické energie, kterou tělo dokáže přeměňovat na další druhy energie. Část získané chemické energie se používá na udržení stálé tělesné teploty (tepelná energie), další část se používá na syntézu nových pro tělo nezbytných látek (přeměna chemické energie výchozích látek na chemickou energii produktů), zbylá energie se používá pro krytí fyzické aktivity (kinetická a potenciální energie).
- Zelené rostliny nezískávají svou chemickou energii z organických potravin ale fotosyntézou, složitým biochemickým procesem, při kterém se mění přijatá energie světelného záření na energii chemickou. Dochází k tvorbě energeticky bohatých organických sloučenin (cukrů) z jednoduchých anorganických sloučenin (oxidu uhličitého CO2 a vody H2O).
- Při energetickém metabolismu hrají důležitou roli makroenergetické sloučeniny, které mají schopnost energii přijímat, uchovávat a uvolňovat. Jejich nejdůležitějším představitelem jsou adenosintrifosfát ATP a adenosindifosfát ADP, které mají funkci jakéhosi akumulátoru chemické energie v živých organismech. Při biochemických reakcích dochází k tomu, že se z ATP uvolní jeden fosfátový zbytek za vzniku ADP a energie nutné pro endotermické reakce organismu. Při zpětném procesu se naopak energie při vzniku ATP z ADP spotřebuje.